# SRY

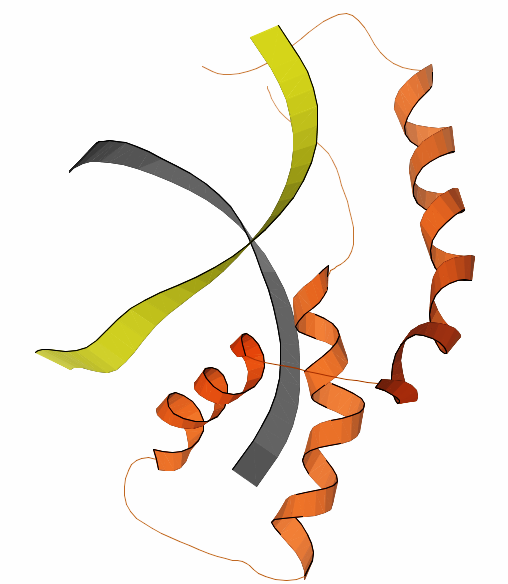
Model wstążkowy białka SRY (pomarańczowy) w kompleksie z DNA.

SRY (ang. sex-determining region Y), gen SRY – gen znajdujący się na chromosomie Y, kodujący białko czynnik determinujący rozwój jądra (TDF, ang. testis-determining factor), inicjujący płeć męską. Gen SRY nie posiada intronów i obejmuje 3,8 kpz. Zawiera sekwencję TATAAA wiążącą TFIID i κB-element wzmacniający (ang. enhancer) wiążący NF-κB.
Białko TDF zawiera 204 reszty aminokwasowe i masę cząsteczkową ok. 24 kDa. TDF jest czynnikiem transkrypcyjnym, należącym do grupy białek wiążących DNA.
Mutacje w genie SRY wiążą się z wystąpieniem zespołu objawów czystej dysgenezji gonad z kariotypem XY, określanym jako zespół Swyera.

## SRY a igrzyska olimpijskie
W 1992 Międzynarodowy Komitet Olimpijski wprowadził przepis, według którego sportowcy z genem SRY nie mogą startować jako kobiety. Mimo to, wszystkie dodatnie wyniki kobiet uzyskane podczas Letnich Igrzysk Olimpijskich 1996 uznano za fałszywie dodatnie i nikogo nie zdyskwalifikowano. Ostatecznie zaprzestano badań sportowców na obecność genu SRY przed Letnimi Igrzyskami Olimpijskimi 2000.